# Hans Gutheil
Hans Gutheil (* 17. Mai 1931; † 9. Januar 2023) war ein deutscher Architekt und Industriedesigner.

## Leben und Werk
Gutheil absolvierte von 1948 bis 1951 eine Lehre als Maurer und besuchte außerdem einen Kurs als Tischler. Von 1951 bis 1956 studierte er an der späteren Hochschule für bildende und angewandte Kunst in Berlin-Weißensee bei Selman Selmanagić Architektur. Als Diplom-Arbeit entwarf er u. a. ein zwölfgeschossiges Wohnhaus. Danach hatte er bis 1958 im Fachbereich Architektur eine Aspirantur.
Er entschloss sich, nicht als Architekt zu arbeiten, und war von 1959 bis 1990 in Berlin freiberuflicher Formgestalter. Dabei arbeitete er mit dem Designer Günter Köhler (1929–1988) in einer Ateliergemeinschaft zusammen. Von 1980 bis 1986 gehörte er zum Kollektiv für die bildhauerische, bildkünstlerische und architektonische Gestaltung des Marx-Engels-Forums, speziell für die Gestaltung der Stelen. Das Kollektiv erhielt dafür 1986 den Nationalpreis der DDR II. Klasse für Kunst und Literatur.
Gutheil war bis 1990 Mitglied im Verband Bildender Künstler der DDR. Er war 1982/1983 und 1987/1988 in Dresden auf der IX. und X. Kunstausstellung der DDR vertreten.
Das Archiv Gutheils befindet sich bei der Stiftung Industrie- und Alltagskultur in Potsdam.

## Designbeispiele
- Akkordeon (1960/1962; im Zusammenwirken mit dem Institut für angewandte Kunst für das Institut für Musikinstrumentenbau in Markneukirchen)
- Schnellverbrennungstriebwagen SVT 175 (1963/1964; mit Köhler; für den VEB Waggonbau Görlitz)
- Messerfalzmaschine (1967; mit Köhler, für den VEB Leipziger Buchbindereimaschinenwerke)[1]

## Weblink
- Hans Gutheil auf den Internetseiten der Stiftung Industrie- und Alltagskultur